# Конус (остров)
Ко́нус — остров в России, расположенный в 3 километрах северо-западнее мыса Кинги, в 7 километрах северо-восточнее острова Ивиньичаман и северо-восточнее устья реки Подкагерная, в восточной части Пенжинской губы в заливе Шелихова в Охотском море, у северной части западного побережья полуострова Камчатка. Относится к Карагинскому району Камчатского края.
Длина острова 1,3 километра, ширина — 0,7 километра. Наивысшая точка 258 метров над уровнем моря.
К северо-востоку находится остров Второй.